# Баниз
Бани́з (фр. Banize, окс. Banhesa) — коммуна во Франции, находится в регионе Лимузен. Департамент коммуны — Крёз. Входит в состав кантона Сен-Сюльпис-ле-Шан. Округ коммуны — Обюссон.
Код INSEE коммуны — 23016.

## Население
Население коммуны на 2010 год составляло 159 человек.
| 1962 | 1968 | 1975 | 1982 | 1990 | 1999 | 2010 |
| ---- | ---- | ---- | ---- | ---- | ---- | ---- |
| 290  | 225  | 172  | 174  | 149  | 134  | 159  |

## Экономика
В 2010 году среди 96 человек трудоспособного возраста (15—64 лет) 59 были экономически активными, 37 — неактивными (показатель активности — 61,5 %, в 1999 году было 64,3 %). Из 59 активных жителей работали 56 человек (28 мужчин и 28 женщин), безработных было 3 (2 мужчин и 1 женщина). Среди 37 неактивных 8 человек были учениками или студентами, 22 — пенсионерами, 7 были неактивными по другим причинам.